# Lethades curvispina
Lethades curvispina là một loài tò vò trong họ Ichneumonidae.